# Söllingen (Basse-Saxe)
Söllingen est une municipalité allemande du land de Basse-Saxe et de l'arrondissement de Helmstedt.
Elle a une population de 1 620 habitants et une superficie de 11,55 km2.

## Personnalités liées à la ville
- Karl Kleye (1854-1923), homme politique né à Söllingen.